# Aspidogyne repens
Aspidogyne repens är en orkidéart som först beskrevs av Eduard Friedrich Poeppig och Stephan Ladislaus Endlicher, och fick sitt nu gällande namn av Leslie Andrew Garay. Aspidogyne repens ingår i släktet Aspidogyne och familjen orkidéer. Inga underarter finns listade i Catalogue of Life.